# Меннвіль (Альберта)
Меннвіль (англ. Mannville) — село в Канаді, у провінції Альберта, у складі муніципального району Мінбурн № 27.

## Населення
За даними перепису 2016 року, село нараховувало 828 осіб, показавши зростання на 3,1%, порівняно з 2011-м роком. Середня густина населення становила 504,6 осіб/км².
З офіційних мов обидвома одночасно володіли 25 жителів, тільки англійською — 775, а 5 — жодною з них. Усього 50 осіб вважали рідною мовою не одну з офіційних, з них 20 — українську.
Працездатне населення становило 385 осіб (58,3% усього населення), рівень безробіття — 19,5% (26,2% серед чоловіків та 14,7% серед жінок). 83,1% осіб були найманими працівниками, а 13% — самозайнятими.
Середній дохід на особу становив $40 318 (медіана $34 005), при цьому для чоловіків — $52 564, а для жінок $29 370 (медіани — $41 600 та $27 264 відповідно).
28,2% мешканців мали закінчену шкільну освіту, не мали закінченої шкільної освіти — 29,8%, 43,5% мали післяшкільну освіту, з яких 10,5% мали диплом бакалавра, або вищий.
| Статево-вікова структура населення | Статево-вікова структура населення | Статево-вікова структура населення | Статево-вікова структура населення | Статево-вікова структура населення |
| ---------------------------------- | ---------------------------------- | ---------------------------------- | ---------------------------------- | ---------------------------------- |
|                                    |                                    |                                    |                                    |                                    |
| Всього                             | Всього                             | 50,6%49,4%                         |                                    |                                    |
| 0 — 14 років                       | 0 — 14 років                       |                                    | 20%                                | 20%                                |
| 15 — 64 років                      | 15 — 64 років                      |                                    | 60%                                | 60%                                |
| 65 і більше                        | 65 і більше                        |                                    | 20%                                | 20%                                |
| 85 і більше                        | 85 і більше                        |                                    | 3,6%                               | 3,6%                               |
| 100 і більше                       | 100 і більше                       |                                    | 0,6%                               | 0,6%                               |
| Середній вік (років)               | Середній вік (років)               | 40,540,7                           | 40,6                               | 40,6                               |
| Медіана (років)                    | Медіана (років)                    | 40,240,4                           | 40,2                               | 40,2                               |
| — чоловіки — жінки                 |                                    |                                    |                                    |                                    |

| Походження мешканців:     | Походження мешканців:     | Походження мешканців: | Походження мешканців: | Походження мешканців: |
| ------------------------- | ------------------------- | --------------------- | --------------------- | --------------------- |
| Походження                |                           |                       | осіб                  | %                     |
| Корінні американці        | Корінні американці        |                       | 105                   | 12.07%                |
| Інше північноамериканське | Інше північноамериканське |                       | 265                   | 30.46%                |
| Європейське               | Європейське               |                       | 695                   | 79.89%                |
| британське                | британське                |                       | 400                   | 45.98%                |
| французьке                | французьке                |                       | 75                    | 8.62%                 |
| українське                | українське                |                       | 170                   | 19.54%                |
| Латинськоамериканське     | Латинськоамериканське     |                       | 45                    | 5.17%                 |
| Азійське                  | Азійське                  |                       | 20                    | 2.3%                  |

| Зайнятість населення за галузями (за класифікацією NOC): | Зайнятість населення за галузями (за класифікацією NOC): | Зайнятість населення за галузями (за класифікацією NOC): | Зайнятість населення за галузями (за класифікацією NOC): | Зайнятість населення за галузями (за класифікацією NOC): |
| -------------------------------------------------------- | -------------------------------------------------------- | -------------------------------------------------------- | -------------------------------------------------------- | -------------------------------------------------------- |
|                                                          |                                                          |                                                          |                                                          |                                                          |
| Управління                                               | Управління                                               |                                                          | 10,8%                                                    | 10,8%                                                    |
| Бізнес, фінанси та адміністрування                       | Бізнес, фінанси та адміністрування                       |                                                          | 10,8%                                                    | 10,8%                                                    |
| Природничі та прикладні науки                            | Природничі та прикладні науки                            |                                                          | 2,7%                                                     | 2,7%                                                     |
| Охорона здоров'я                                         | Охорона здоров'я                                         |                                                          | 8,1%                                                     | 8,1%                                                     |
| Освіта, правозахист, муніципальні та урядові служби      | Освіта, правозахист, муніципальні та урядові служби      |                                                          | 5,4%                                                     | 5,4%                                                     |
| Мистецтво, культура, відпочинок та спорт                 | Мистецтво, культура, відпочинок та спорт                 |                                                          | 2,7%                                                     | 2,7%                                                     |
| Роздрібна торгівля та послуги                            | Роздрібна торгівля та послуги                            |                                                          | 17,6%                                                    | 17,6%                                                    |
| Гуртова торгівля, транспорт та обладнання                | Гуртова торгівля, транспорт та обладнання                |                                                          | 29,7%                                                    | 29,7%                                                    |
| Природні ресурси, сільське господарство                  | Природні ресурси, сільське господарство                  |                                                          | 8,1%                                                     | 8,1%                                                     |
| Виробництво                                              | Виробництво                                              |                                                          | 6,8%                                                     | 6,8%                                                     |

## Клімат
Середня річна температура становить 1,9°C, середня максимальна – 21,7°C, а середня мінімальна – -22,1°C. Середня річна кількість опадів – 400 мм.
| Клімат поселення                              | Клімат поселення | Клімат поселення | Клімат поселення | Клімат поселення | Клімат поселення | Клімат поселення | Клімат поселення | Клімат поселення | Клімат поселення | Клімат поселення | Клімат поселення | Клімат поселення | Клімат поселення |
| Показник                                      | Січ.             | Лют.             | Бер.             | Квіт.            | Трав.            | Черв.            | Лип.             | Серп.            | Вер.             | Жовт.            | Лист.            | Груд.            |                  |
| Середній максимум, °C                         | −8,89            | −6,19            | 0,71             | 10,52            | 17,13            | 21,46            | 21,74            | 21,00            | 15,46            | 9,48             | −0,92            | −8,56            |                  |
| Середня температура, °C                       | −15,51           | −12,8            | −5,93            | 3,89             | 10,52            | 14,82            | 16,72            | 15,98            | 10,46            | 4,46             | −5,92            | −13,58           |                  |
| Середній мінімум, °C                          | −22,14           | −19,46           | −12,56           | −2,76            | 3,90             | 8,22             | 11,73            | 10,98            | 5,45             | −0,54            | −10,94           | −18,59           |                  |
| Норма опадів, мм                              | 18               | 11               | 17               | 24               | 41               | 72               | 75               | 58               | 36               | 15               | 16               | 17               |                  |
| Середньомісячна швидкість вітру, м/с          | 3.70             | 3.70             | 3.80             | 4.10             | 4.03             | 3.70             | 3.40             | 3.30             | 3.52             | 3.80             | 3.90             | 3.80             |                  |
| Середньомісячна сонячна радіація, кДж/м²·день | 3594             | 7208             | 12469            | 17427            | 20905            | 22153            | 22391            | 18715            | 12715            | 7602             | 3841             | 2616             |                  |
| --------------------------------------------- | ---------------- | ---------------- | ---------------- | ---------------- | ---------------- | ---------------- | ---------------- | ---------------- | ---------------- | ---------------- | ---------------- | ---------------- | ---------------- |
| Джерело:                                      |                  |                  |                  |                  |                  |                  |                  |                  |                  |                  |                  |                  |                  |